# Iñaki Gastón
Iñaki Gastón Crespo (Bilbao, 25 maggio 1963) è un ex ciclista su strada spagnolo Professionista dal 1984 al 1994, conta una Clásica San Sebastián quattro vittorie di tappa alla Vuelta a España e il successo nella classifica scalatori del Giro d'Italia 1991.

## Carriera
Ottenne successi soprattutto in Spagna, dove si impose e piazzò in brevi corse a tappe. Il risultato più importante è la vittoria della Clásica de San Sebastián del 1986. Nei grandi giri non ottenne grandi risultati ed il suo miglior piazzamento fu un settimo posto alla Vuelta a España del 1989 e la classifica GPM al Giro d'Italia del 1991.

## Palmarès
- 1984

Clásica a los Puertos de Guadarrama
Gran Premio Santander
2ª tappa, 2ª semitappa Vuelta a la Comunidad Valenciana
5ª tappa, 2ª semitappa Vuelta a Aragón
1ª tappa Vuelta a La Rioja
3ª tappa, 2ª semitappa Vuelta a La Rioja (cronometro)
Classifica generale Vuelta a La Rioja
- 1985

Subida a Arantzazu
Subida a Arrate
Prueba Villafranca de Ordizia
3ª tappa Tour de l'Aude
Clásica de Sabiñánigo
Clásica de Zizurkil
- 1986

Classica di San Sebastián
Subida a Arrate
- 1987

Prologo Vuelta a Asturias (cronometro)
1ª tappa, 2ª semitappa Vuelta a Asturias
2ª tappa Vuelta a Asturias
3ª tappa Vuelta a Asturias
Classifica generale Vuelta a Asturias
6ª tappa Vuelta a España (Barcellona > Andorra)
8ª tappa Vuelta a España (Benasque > Saragozza)
4ª tappa, 2ª semitappa Vuelta a Galicia
- 1988

2ª tappa Vuelta a España (San Cristóbal de La Laguna > Santa Cruz de Tenerife)
14ª tappa Vuelta a España (Benasque > Andorra)
3ª tappa Setmana Catalana (Cambrils)
5ª tappa Setmana Catalana (Andorra la Vella)
- 1989

Classifica generale Vuelta a Aragón
- 1990

Classifica generale Setmana Catalana
Klasika Primavera
3ª tappa, 2ª semitappa Vuelta a Aragón
5ª tappa Volta Ciclista a Catalunya
- 1993

2ª tappa Setmana Catalana (Andorra la Vella)

### Altri successi
- 1991

Classifica scalatori Giro d'Italia

## Piazzamenti

### Grandi giri
- Tour de France

1985: 35º
1986: 75º
1987: ritirato (13ª tappa)
1988: 112º
1989: ritirato (11ª tappa)
1991: 73º
1992: ritirato (13ª tappa)
1993: 78º
- Giro d'Italia

1991: 23º
- Vuelta a España

1985: 21º
1986: 12º
1987: 12º
1988: 35º
1989: 7º
1990: 14º
1991: 14º
1992: ritirato (11ª tappa)
1993: 11º
1994: 58º

### Classiche
- Milano-Sanremo

1987: 53º
1991: 16º
1992: 21º
1993: 35º
1994: 32º
- Liegi-Bastogne-Liegi

1991: 41º
1993: 18º
- Giro di Lombardia

1984: 10º

### Competizioni mondiali
- Campionati del mondo

Giavera del Montello 1985 - In linea: ritirato
Colorado Springs 1986 - In linea: ritirato
Chambery 1989 - In linea: 40º
Utsunomiya 1990 - In linea: 17º